# 대지진 10.5
대지진 10.5(大地震 - , 영어: 10.5)는 2004년 개봉한 미국의 재난 영화로, 텔레비전 미니시리즈 형식으로 2004년 5월 2일부터 3일까지 2일에 걸쳐 방송되었다. 후속작은 대지진 10.5 2이다.

## 줄거리
미국 서부 해안에서 연쇄적으로 발생하는 지진을 다룬 재난 영화로, 리히터 규모 10.5의 강력한 지진이 발생하면서 이야기가 절정에 달한다.
시애틀에서 시작된 강력한 지진 활동은 점차 심각해지고, 지진 전문가인 사만다 힐 박사는 지진 연구소에서 지휘를 맡게 된다. 캘리포니아에서는 규모 8.4의 지진으로 거대한 균열이 생겨 기차를 삼키는 사고가 발생한다. 힐 박사는 숨겨진 단층 이론을 제시하며, 이를 증명하기 위해 동료인 조던 피셔 박사와 함께 현장을 조사한다. 이들은 일산화탄소 중독으로 죽은 동물들을 발견하고, 자신들도 위험에 처하게 된다.
힐 박사는 다음 지진이 샌프란시스코 근처에서 발생할 것이라고 예측하고, 결국 규모 9.2의 지진으로 샌프란시스코는 폐허가 된다. 힐 박사는 더 나아가 샌안드레아스 단층에서 다음 지진이 발생하면 서부 해안 전체가 파괴되고 수천만 명이 사망할 것이라고 경고한다. 그녀는 핵폭탄을 이용하여 단층을 "용접"하는 방법을 제시한다.
미국 대통령은 힐 박사의 계획을 받아들여 핵탄두 설치를 승인하고, 서부 해안 전체를 대피시키라는 명령을 내린다. 6개의 핵폭탄 중 5개는 성공적으로 설치되었지만, 마지막 핵폭탄을 설치하던 중 지진이 발생하여 핵탄두 하나를 잃게 된다.  핵폭탄을 설치하려던 로이 놀란은 잔해에 깔리게 되지만, 결국 수동으로 폭탄을 작동시키는 데 성공한다.
5개의 핵폭탄 폭발 후에는 단층이 용접된 것처럼 보였지만, 힐 박사는 남부 캘리포니아에 문제가 있음을 감지한다. 강물이 거꾸로 흐르며 단층으로 빨려 들어가는 현상을 발견한 것이다. 결국 마지막 폭탄의 폭발이 충분히 깊지 않았고, 남부 캘리포니아는 여전히 위험에 처하게 된다. 얼마 후, 엄청난 지진이 발생하고, 지진은 10.5에 달하며, 캘리포니아 남서부 해안이 떨어져 나가 새로운 섬이 형성된다.

## 캐스팅
- 킴 델러니 - 사만다
- 보 브리지스 - 대통령
- 프레드 워드 - 로이
- 존 슈나이더 - 클라크
- 칼리 쿠오코 - 주지사
- 데이빗 큐빗 - 조든
- 이반 세르게이 - 잭
- 둘레 힐 - 오웬
- 칼리 쿠오코 - 아만다
- 존 카시니 - 대통령 보좌관

## 한국판 성우진(KBS)
- 윤소라 - 사만다 힐(킴 덜레이니)
- 홍시호 - 조든(데이빗 큐빗)
- 서혜정 - 주지사(레베카 젠킨스)
- 송두석 - 로이 놀런(프레드 워드)
- 김일 - 잭 놀런(이반 세르게이)
- 박상일 - 대통령(보 브리지스)
- 홍승섭 - 대통령 보좌관(존 카시니)
- 이정구 - 클라크(존 슈나이더)
- 소연 - 아만다(칼리 쿠오코)
- 원호섭 - 오웬(둘레 힐)
- 전인배 - 내무장관(브라이언 마킨슨)
- 오수경 - 레이첼(에린 카플럭)
- 양정애 - 오웬의 아내(킴 호손)
- 전유정 - 오웬의 아들(J.R. 메사도)
- 임진응 - 지미(워런 크리스티) / 앵커
- 유호한 - 레이첼의 애인(커티스 해리슨)
- 송정희 - 오웬의 딸(테니엘 메사도)